# انبوه
انبوه (به تاتی: انبو) روستایی از توابع بخش عمارلو شهرستان رودبار در استان گیلان ایران است.

## جمعیت
این روستا در دهستان کلیشم قرار دارد و براساس سرشماری مرکز آمار ایران در سال ۱۳۸۵، جمعیت آن ۶۱۳ نفر (۱۷۷خانوار) بوده‌است. مردمان اين سرزمين هنوز به زبان تاتی و كه يكی از گويش‌های باستانی ايران محسوب می‌شود، تكلم می‌كنند.